# Chae Soo-jung
Chae Soo-jung – południowokoreańska zapaśniczka w stylu wolnym. Srebrna medalistka mistrzostw Azji w 1997 roku.